# متجول فوق بحر من الضباب
متجول فوق بحر من الضباب (بالألمانية: Der Wanderer über dem Nebelmeer) تعرف أيضا (بالإنجليزية: Wanderer Above the Mist) هي لوحة زيتية رسمت عام 1818 من قبل فنان الرومانسية الألماني كاسبر ديفيد فريدريك. وهي حاليا معروضة في متحف كونستال هامبورغ في هامبورغ، ألمانيا.

## وصف
تظهر اللوحة رجلا شابا يقف على حافة هاوية صخرية، وظهره إلى مشاهد اللوحة، يرتدي معطفا أخضرا داكنا ويتكئ على عصا بيده اليمنى. ويتطاير شعره بفعل الرياح فيما تغطي سفوح القمم طبقة سميكة من الضباب في الأراضي الواقعة منتصف اللوحة.
كما تحوي اللوحة منظرا لقمم جبال إلب ساندستون في ساكسونيا وبوهيميا.